# 古代の大学

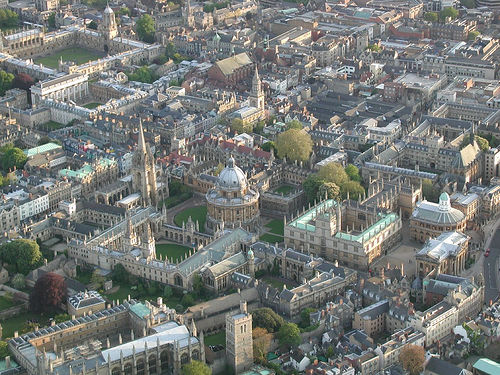
英語圏で最古の大学であるオックスフォード大学

古代の大学（こだいのだいがく、英: Ancient University）は、中世からルネサンスにかけてブリテン諸島（イギリス・アイルランド）で創立された現存する7つの大学を指す言葉である。これらは英語圏における最古の大学であり、2つはイングランド、4つはスコットランド、1つはアイルランドに所在する。　

## 訳語
本項では古代の大学という訳が当てられているが、設立年代は中世および近世前期(1600年以前)であり、時代区分を表す古代とは無関係である。
これはAncientという語彙の翻訳揺れによって生じる問題であり、未だ一意に定まる訳語が存在しない。古大学、古典大学 、古代大学、旧大学のように和訳は書き手によって異なり、外来語を用いてアンシャン・ユニヴァーシティと呼ばれる場合もある。

## 大学一覧
以下は、ブリテン諸島に存在する古代の大学の一覧である（創立年数の古い順）。
| 画像 | 大学名                                              | 所在地         | 創立年 | 備考                                                                               |
| ---- | --------------------------------------------------- | -------------- | ------ | ---------------------------------------------------------------------------------- |
|      | オックスフォード大学 University of Oxford           | イングランド   | 1167   | 明確な年は不明だが、1096年に講義が行われた記録が残っている                         |
|      | ケンブリッジ大学 University of Cambridge            | イングランド   | 1209   | オックスフォード大学を去った学者によって設立                                       |
|      | セント・アンドリューズ大学 University of St Andrews | スコットランド | 1413   | 教皇勅書によって設立                                                               |
|      | グラスゴー大学 University of Glasgow                | スコットランド | 1451   | 教皇勅書によって設立                                                               |
|      | アバディーン大学 University of Aberdeen             | スコットランド | 1495   | 教皇勅書によって設立されたキングス・カレッジとマーシャル・カレッジの統合により形成 |
|      | エディンバラ大学 University of Edinburgh            | スコットランド | 1583   | ジェームズ1世により設立                                                            |
|      | ダブリン大学 University of Dublin                   | アイルランド   | 1592   | エリザベス1世により設立 トリニティ・カレッジが唯一の構成カレッジ                   |

これらの大学は、近代の大学と異なる方法で統治されている。スコットランドの古代の大学も独特の特徴を共有し、大学法によって定められた取り決めによって管理されている。
これらに加え、現存しないノーザンプトン大学、フレーザーバラとダラムに大学を設立しようとするイギリス王室の試み、アバディーン大学の前身の機関を含む大学がこの時期に設立された。
また、オックスフォード大学とケンブリッジ大学という最も古い2つの大学を指す混成語としてオックスブリッジがある。

## 教養学位
古代の大学は、マギスター（MA）を学部の学位として授与することで独特であり、一般的にオックスブリッジMA、トリニティMA（ダブリンMAとも）、またはスコットランドMAとして知られている。
スコットランドの古代の大学は、卒業時にMAを授与する。対照的に、イングランドとアイルランドの古代の大学では、修士号を取得して卒業後、通常は約3年後にそのままMAを授与している。
MAを学士号として授与しているため、修士号に関しては「MLitt（T）」などさまざまな称号を授与している。これらの学位が履修内容が用意されているプログラム（Taught Programme）か、自ら研究を進めるプログラム（Research Programme）かは、混乱が生じる可能性があるが、通常は示されている。

## スコットランドの大学法
上述のように、大学法は、スコットランドの古代の大学に特有のガバナンスを設置した。1858法で始まり、1966法で終わる。

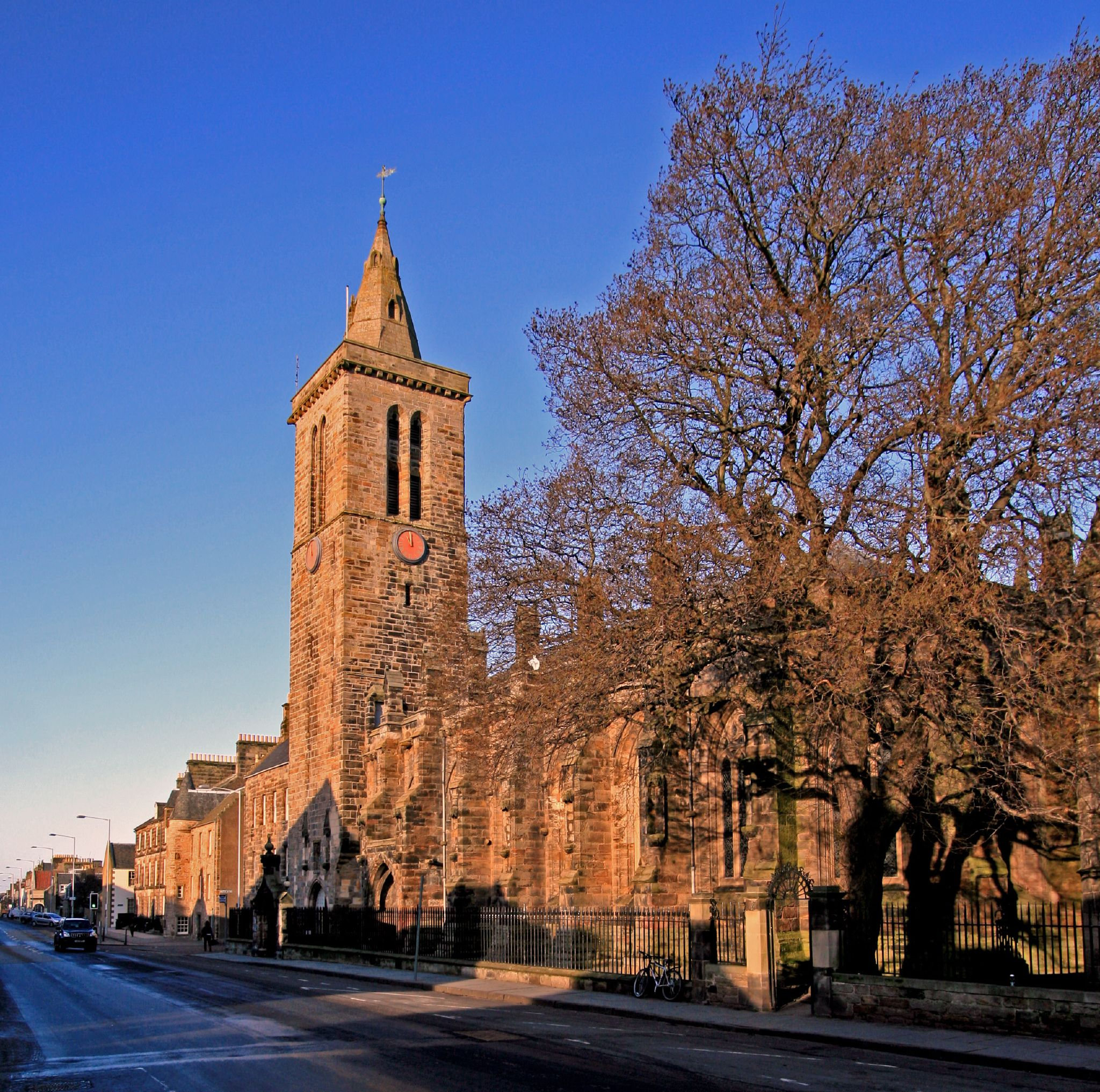
セント・アンドルーズ大学

これらの法律の結果として、これらの各大学は、総合協議会、大学裁判所、および評議会の三者制によって管理されている。
最高経営責任者および最高学者は、副総長兼大学長である。総長は各大学の名誉ある非居住者の頭であり、それぞれの総協議会によって終身選出されるが、実際にはほとんどの総長が任期終了前に辞任する。
法定の要求に応じて、それぞれに生徒代表協議会もあるが、アバディーン大学では生徒会協議会と改名された。

## その後の大学

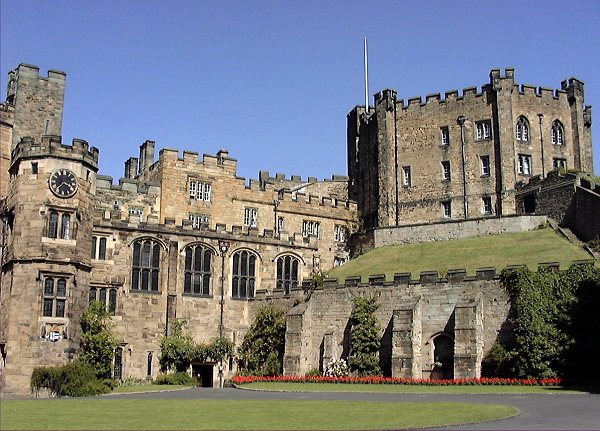
カレッジ制のダラム大学

ブリテン諸島では、7つの古代の大学が創立された後、19世紀になるまで大学が創立されなかった。そのため現存する大学の中でもこれら7つの大学を古代の大学と呼ぶのである。逆に言えばロンドン大学、ダラム大学等の大学も、19世紀になってから創立された比較的新しい大学である。以下がその主な大学である。
- ウェールズ大学ランピーター校 - 1822年創立[29]
- ユニバーシティ・カレッジ・ロンドン - 1826年創立[30]
- キングス・カレッジ・ロンドン - 1829年創立[31]
- ダラム大学 - 1837年創立[32]

さらに、グラスゴーのストラスクライド大学の起源は1796年のアンダーソニアン・ インスティテュートにさかのぼるが、1964年まで王立憲章を受け取らなかった。
19世紀後半から20世紀初頭のバーミンガム大学などの赤レンガ大学群も設立された。その後、1950年代と60年代にプレートガラス大学群が設立され、1992年の高等教育法により、工科大学が大学として認可された。